# Disappointment Island
Disappointment Island (deutsch etwa „Insel der Enttäuschung“) ist die viertgrößte Insel der zu Neuseeland gehörenden Auckland Islands im südlichen Pazifischen Ozean.

## Geographie
Disappointment Island liegt etwa 460 km südlich der Südinsel Neuseelands und rund 6 km westlich von Auckland Island, von dieser getrennt durch eine 73 Meter tiefe Passage. Sie ist 3,5 km lang, bis zu 1,7 km breit und weist eine Fläche von etwa 3 km² auf. Die stark zerklüftete und hügelige Insel ist geprägt von steilen Küstenkliffs aus Basalt und erreicht eine Höhe von 315 m über dem Meer.

## Geschichte

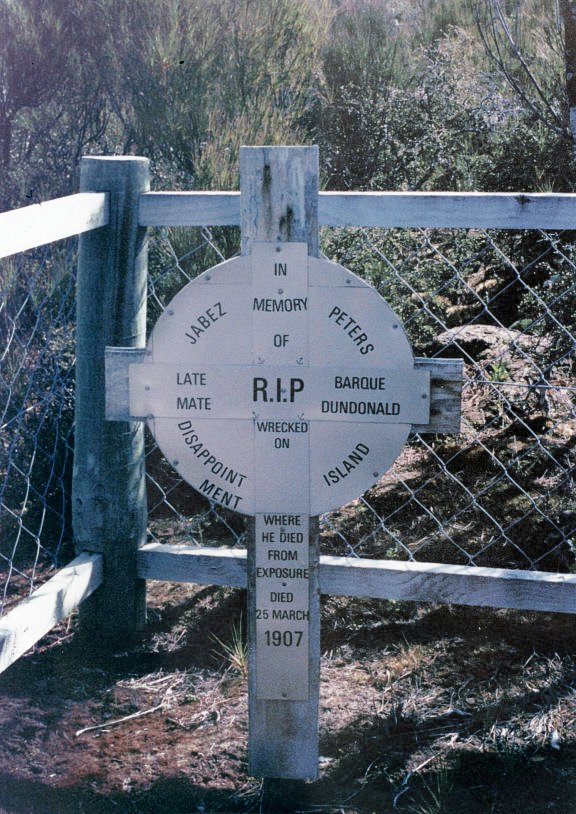
Das Grab eines Seemanns, der 1907 beim Unglück der Dundonald ums Leben kam

Wie die gesamte Inselgruppe wurde Disappointment Island am 18. August 1806 von Europäern entdeckt. Am 14. Mai 1866 zerschellte die General Grant an der Westküste von Auckland Island. 15 Überlebende schafften es auf Disappointment Island und wurden erst 18 Monate später gerettet. Am 7. März 1907 lief die Viermastbark Dundonald an der Westküste der Insel auf Grund und sank. Die 16 Überlebenden mussten sieben Monate bis zur Rettung auf der Insel ausharren.

## Flora und Fauna
Die Insel ist – neben Adams Island – eines der beiden letzten Rückzugsgebiete der bereits für ausgestorben gehaltenen und erst 1966 wiederentdeckten, endemischen Aucklandralle (Lewinia muelleri). Bekannt ist die Insel auch für zahlreiche Seevögel, unter anderen lebt auf ihr mit etwa 72.000 Paaren nahezu die gesamte Weltpopulation von Thalassarche cauta steadi, einer Unterart des Weißkappenalbatros (Thalassarche cauta) – Stand 2008.